# حسین وارگاس
ادوار حسین کویروگا وارگاس (متولد جویز ادوار کویروگا وارگاس، ۱ ژانویه 1976) یک فعال اسلامی پرو و سیاستمدار است که بنیانگذار اینکاری اسلامی، یک سازمان غیرانتفاعی است که هدف آن یکسان کردن مفاهیم فرهنگ آند و اسلام است. . وی را پیرو مارکسیسم-لنینیسم توصیف کرده‌اند که با حزب‌الله لبنان و جمهوری اسلامی ایران همدردی دارد.

## زندگی‌نامه
کویروگا وارگاس، متولد ۱ ژانویه ۱۹۷۶، جنبش ادغام Kechwa Apurímac را تأسیس کرد و از سال ۲۰۰۶ تا ۲۰۱۰ رهبر آن بود. او به عنوان نامزد جنبش Ethnocacerist برای ریاست منطقه ای Apurimac در سال ۲۰۱۰ نامزد شد.
در سال ۲۰۱۷، او اولین کنگره ملی برای استعمارزدایی از پرو و تاهوانتینسویو را سازماندهی کرد، جایی که او با الهام از «فراخوانی برای اتحاد نیروهای اجتماعی متعهد به تصرف و بازیابی حاکمیت و خودمختاری مردم پرو و تاهوانتینسویو» بود. توسط «روح آزادیخواهانه و استعمار زدایی توپاک آماروی دوم». در تظاهرات لاس بامباس، پس از دستگیری رهبر معترضان گرگوریو روخاس، رهبری را بر عهده گرفت. او در جریان اعتراضات، سخنرانی کرد و خواستار تشکیل «اتحادیه مدنی-نظامی» علیه «شرکت‌های استعمارگر» شد.
در طول انتخابات ریاست‌جمهوری پرو در سال ۲۰۲۱، او نامزدی پدرو کاستیو از پروی آزاد را که او را «برادر مبارز» خود می‌داند، تأیید کرد. از «فرایند[ها] انقلابی».